# Provincia di Guadalcanal
La provincia di Guadalcanal è una delle province delle Isole Salomone. Il territorio della provincia coincide con l'isola omonima, che ha una superficie di 5.358 km², ed è prevalentemente coperta da giungla. La capitale dell'intero arcipelago, Honiara, si trova proprio su quest'isola. Dal 1983 Honiara ha però una giurisdizione a parte, autonoma da questa provincia, e che comprende il solo territorio cittadino di 22 km².
La popolazione dei 5.336 km² della provincia è di 60.275 abitanti (1999). La popolazione dell'isola (compresa Honiara) è di 109.382 abitanti (1999).
L'isola è stata teatro della battaglia di Guadalcanal.